# Zárate
Zárate er en by i den østlige del af Argentina med et indbyggertal på ca. 109.443 (2022) indbyggere. Byen ligger i den nordøstlige del af provinsen Buenos Aires. Den ligger på den vestlige bred af floden Paraná, ca. 90 kilometer fra Argentinas hovedstad Buenos Aires.